# René Levert
Pour les articles homonymes, voir Levert.
René Levert est un ingénieur du son français, né le 23 mai 1933 à Alger et mort le 14 octobre 2010 à Lagny-sur-Marne.

## Filmographie
- 1964 : Bande à part de Jean-Luc Godard
- 1964 : Une femme mariée de Jean-Luc Godard
- 1965 : Alphaville, une étrange aventure de Lemmy Caution de Jean-Luc Godard
- 1965 : Paris vu par…
- 1965 : Pierrot le fou de Jean-Luc Godard
- 1966 : Masculin féminin de Jean-Luc Godard
- 1966 : L'Or et le Plomb d'Alain Cuniot
- 1966 : Objectif 500 millions de Pierre Schoendoerffer
- 1966 : Made in USA de Jean-Luc Godard
- 1967 : 2 ou 3 choses que je sais d'elle
- 1967 : La Chinoise de Jean-Luc Godard
- 1967 : Week-end de Jean-Luc Godard
- 1968 : Baisers volés de François Truffaut
- 1969 : La Sirène du Mississippi de François Truffaut
- 1970 : L'Enfant sauvage de François Truffaut
- 1970 : Domicile conjugal de François Truffaut
- 1970 : La Provocation d'André Charpak
- 1971 : L'amour c'est gai, l'amour c'est triste de Jean-Daniel Pollet
- 1971 : Les Deux Anglaises et le Continent de François Truffaut
- 1972 : La Cicatrice intérieure
- 1972 : Le Dernier Homme de Charles L. Bitsch
- 1972 : Une belle fille comme moi de François Truffaut
- 1973 : La Nuit américaine de François Truffaut
- 1975 : L'Homme du fleuve
- 1976 : Les Lolos de Lola de Bernard Dubois
- 1976 : Un type comme moi ne devrait jamais mourir de Michel Vianey
- 1979 : Plurielles de Jean-Patrick Lebel
- 1980 : Le Cheval d'orgueil de Claude Chabrol
- 1984 : Gwendoline de Just Jaeckin
- 1986 : Gauguin, le loup dans le soleil d'Henning Carlsen
- 1988 : Le bonheur se porte large
- 1991 : J'entends plus la guitare de Philippe Garrel
- 1992 : Rosa Negra de Margarida Gil
- 1992 : Le Voyage étranger de Serge Roullet
- 1994 : Le Cri du cœur
- 1999 : Le Vent de la nuit de Philippe Garrel